# Ghost of a Rose
Ghost of a Rose – czwarty album studyjny Blackmore’s Night wydany w 2003.

## Lista utworów
1. Way To Mandalay
2. 3 Black Crows
3. Diamonds And Rust
4. Cartouche
5. Queen For A Day (Part 1)
6. Queen For A Day (Part 2) (utwór instrumentalny)
7. Ivory Tower
8. Nur Eine Minute (utwór instrumentalny)
9. Ghost Of A Rose
10. Mr. Peagram's Morris And Sword (utwór instrumentalny)
11. Loreley
12. Where Are We Going From Here
13. Rainbow Blues
14. All For One
15. Dandelion Wine